# نيوتن ك. يونغ
نيوتن ك. يونغ (بالإنجليزية: Newton C. Young)‏ هو محامي وقاضي وسياسي أمريكي، ولد في 28 يناير 1862، وتوفي في 10 نوفمبر 1923.